# Municipio de Elon
El municipio de Elon (en inglés: Elon Township) es un municipio ubicado en el condado de Ashley en el estado estadounidense de Arkansas. En el año 2010 tenía una población de 477 habitantes y una densidad poblacional de 2,97 personas por km².

## Geografía
El municipio de Elon se encuentra ubicado en las coordenadas 33°2′55″N 91°53′1″O / 33.04861, -91.88361. Según la Oficina del Censo de los Estados Unidos, el municipio tiene una superficie total de 160.77 km², de la cual 160,7 km² corresponden a tierra firme y (0,04 %) 0,07 km² es agua.

## Demografía
Según el censo de 2010, había 477 personas residiendo en el municipio de Elon. La densidad de población era de 2,97 hab./km². De los 477 habitantes, el municipio de Elon estaba compuesto por el 88,89 % blancos, el 8,18 % eran afroamericanos, el 0,63 % eran amerindios, el 1,05 % eran de otras razas y el 1,26 % eran de una mezcla de razas. Del total de la población el 2,31 % eran hispanos o latinos de cualquier raza.